# Instructions Not Included
Instructions Not Included (No se aceptan devoluciones) è un film del 2013 diretto da Eugenio Derbez.
Pellicola di produzione messicana del genere commedia drammatica sceneggiata e interpretata dallo stesso regista.

## Trama
Valentín Bravo è un stralunato playboy di Acapulco che vive numerose storie con le turiste di passaggio. Un giorno una sua vecchia fiamma di nome Julie si presenta alla porta di casa con una bambina di nome Maggie, sostenendo che è il frutto della loro relazione. Julie lascia la piccola con Valentín dopo avergli chiesto soldi per pagare un taxi, ma approfittando della confusione, scappa via. Valentin scopre che Julie ha preso un aereo per Los Angeles, ma avendo paura di volare decide di andare a piedi fin lì per cercare Julie. Durante il tragitto viene respinto alla frontiera, ma incontra un camionista che lo aiuta ad arrivare a Los Angeles e una volta lì si mette alla ricerca di Julie. La ricerca fallisce, ma Valentin trova, per una fortunata coincidenza, un lavoro come Stuntman e decide di fermarsi negli Stati Uniti. Dopo sette anni i due, padre e figlia, vivono in uno strano appartamento pieno di giochi, la bambina vive in una realtà fiabesca e completamente distorta, credendo infatti che la madre sia “in missione” in giro per tutto il mondo, perfino dentro un sottomarino in fondo al mare. Valentin infatti si inventa strane lettere dove, spacciandosi per Julie, descrive le più strane avventure. La bambina vive una vita felice nel suo mondo magico con la complicità di un padre che sembra essere un bambino, a volte perfino più di lei.
Tuttavia, un giorno, mentre i due sono a una visita, il medico dice a Valentin che la terapia non ha fatto effetto, lasciando intuire che non gli resterà molto tempo da vivere. Questo è sicuramente il motivo per cui l’uomo ha scelto di vivere una vita fiabesca insieme alla figlia. Un giorno, improvvisamente, ritorna Julie, completamente cambiata rispetto alla giovane Hippy che era sette anni prima, ora è infatti un’elegante donna in carriera che vive a New York insieme alla sua compagna. In breve tempo Valentin scopre che Julie ha intenzione di portare la figlia con lei a New York, ma il tribunale decide che Maggie debba restare con il padre a patto di trovarsi un lavoro più sicuro e imparare l’inglese, che ancora non conosce. Julie non soddisfatta decide di chiedere il test del DNA per sapere se Valentin sia realmente il padre di Maggie, cosa che si rivelerà falsa. Valentin, allora, decide di scappare con la figlia nella sua amata Acapulco, dove scopre che il padre è morto, con suo grande dispiacere dato che, ora che ha cresciuto Maggie, Valentin ha capito che il comportamento avuto nei suoi confronti era per farlo crescere.
Julie e la sua compagna cercano di sapere dove l’uomo abbia portato la bambina chiedendolo a Frank, amico e capo di Valentin, ma questi rifuta di dirglielo fino a che, sentendosi minacciare, perde la pazienza e rivela alle due donne la verità, e cioè che da quattro anni, per Valentin, ogni giorno potrebbe essere l’ultimo che passa con la figlia. A questo punto Julie seppellisce l’ascia di guerra e va ad Acapulco a recuperare con i due tutto il tempo perso fino ad allora. I tre passano insieme momenti idilliaci. Valentin e Maggie compiono tutte le imprese che lui aveva promesso avrebbero fatto, fino a che, dopo due settimane, la bambina si addormenta tra le sue braccia, senza svegliarsi più. Infatti, è la bambina e non l'uomo, come il film ci aveva portato a credere, ad avere un grave difetto al cuore: per questo lui ha deciso che mentire su Julie in quel modo fosse fattibile, dato che in ogni caso la bambina non avrebbe mai raggiunto l'età necessaria a capire da sola la verità.
Passa un anno, e Valentin è ancora ad Acapulco, nella stesso posto in cui è vissuto ed in cui sua figlia ha passato i momenti più felici della sua vita. Nonostante la terribile perdita, è grato per tutti i momenti passati assieme, e sa che ora Maggie è in cielo a giocare con suo nonno, mentre lui, anche in loro assenza, continuerà a vivere, fino a che non li rivedrà.

## Distribuzione
Il film è stato distribuito nelle sale cinematografiche italiane nel mese di giugno del 2014.

### Data di uscita
Alcune date di uscita internazionali nel corso degli anni sono state:
- 6 settembre 2013 negli Stati Uniti d'America (Instructions Not Included)
- 20 settembre 2013 in Messico (No se aceptan devoluciones)
- 30 aprile 2014 in Spagna (No se aceptan devoluciones)
- 3 giugno 2014 in Brasile (Não Aceitamos Devoluções)
- 26 giugno 2014 in Italia

## Accoglienza

### Incassi
Il film è costato 5 milioni di dollari e ne ha incassati 50 milioni negli Stati Uniti d'America e altrettanti in Messico. Grazie a questo successo ai botteghini è diventata, contemporaneamente, sia la pellicola di maggior successo del cinema messicano che quella straniera di maggior successo in quello statunitense.

## Remake
Nel 2016 è stato prodotto e distribuito un remake di produzione francese intitolato Famiglia all'improvviso - Istruzioni non incluse (Demain tout commence), diretto da Hugo Gélin ed interpretato da Omar Sy.